# معبد باخوس
معبد باخوس (بالإنجليزية: Temple of Bacchus)‏، هو أحد معابد مدينة بعلبك، لبنان.

## اكتشافه
مساء 10 نوفمبر 1898، وصل الإمبراطور الألماني فيلهلم الثاني وزوجته في العربة إلى محطتهما الأخيرة. وفي رحلتهما الطويلة من فلسطين أصر دليلهما البروفيسور مورتيز من القاهرة على أن يقوما بزيارة لبعلبك وقد أعد لهما مخيم في المحكمة الكبرى. في صباح الحادي عشر كشف عن نصب تذكاري في بعلبك قدمه لهم السلطان وذلك بإقامة احتفال كبير. لقد كانت زيارةً قصيرة ولكن ما رآه الإمبراطور كان كافياً ليقرر إعادة التنقيب والاكتشاف الأثري لهذا الموقع، وهذا القرار أثار فكرة إعادة الاكتشاف العلمي لمدينة بعلبك.
عموماً، الأبحاث الأثرية السابقة خلال القرن الثامن والتاسع عشر كانت نتيجة البحث الرومانسي عن روائع الماضي وخصوصاً الروائع المشهورة في الشرق فبعض الأماكن القليلة أرضت خيال المسافرين الغربيين أكثر من بعلبك. الأوصاف والرسوم التوضيحية التي وُضعت من قِبل «داوكنز» و «وود» و «فولني» و «كساس» أو «روبرتس» تبقى حتى هذا اليوم أمثلة رائعة عن التقارير الأثرية على الرغم من كونها غير عالية الدقة، والكمية الهائلة من الدمار الذي حصل خلال القرون التي مضت والتعديلات والإضافات المتشعبة التي أُضيفت بعد العصور الرومانية والقدر الهائل من الدمار، وحتى أكثر، كل ذلك جعل من المستحيل أن يكون هناك إعادة اكتشاف دقيقة كما كانت عليه في الماضي، وعلى أية حال المطبوعات السابقة لم تزودنا بصور ملهمة، هي غنية بالحس الفني وطريقة العرض المثيرة للإعجاب، ولكن الأهم أنها تزودنا بمعلومات قيمة عن طريقة الحفاظ على هذه الآثار الرائعة. وفي عرض للصعوبات التقنية ليس من المفاجئ أنه حتى نهاية القرن التاسع عشر لم تُمس آثار بعلبك بمجارف علماء الآثار ولكن بدلاً من ذلك تعرضت بشكل متواصل لقسوة المناخ المتميز بالثلوج والصقيع شتاءً وبدرجات الحرارة المرتفعة صيفاً، ويُعتبر أنه ضرب من ضروب الحظ أن الأعمدة الست المشهورة لمعبد جوبيتر قد نجت حتى وقتنا هذا والتقنيات الحديثة قادرة على ضمان وجودها المستقبلي. من بين جميع الآثار الضخمة في بعلبك، فقط معبد واحد حُفظ جيداً وهو في الحقيقة واحد من أكثر المعابد حفظاً بهذا الحجم في أي مكان، وهذا ما يضع بعلبك ضمن المواقع الأثرية المهمة، هذا المعبد هو معبد باخوس. على الرغم من أن الجهود الألمانية شملت كامل بعلبك وكل تاريخها إلا أننا سنقتصر في هذه المقالة على نتائج العمل على معبد باخوس. إن البحث الأثري العلمي للموقع يشابه إلى حد كبير تحقيقات لفريق من المحققين في موقع الجريمة، لذا في مثل هذه الحالة كان هناك في البدء فريق ضم عدد من المتخصصين: بروفيسور أوتو بوشستين وهو عالم آثار ورئيس الفريق، برونو شولز ودانيال كرنشير هما اثنين من المهندسين، والمستعرب مورتيز سوبمهيم، والمصور ميدنبير، ومكريدي باي كممثل للحكومة العثمانية، وحوالي 150 عامل في قمة نشاطهم. ومن البداية كان هناك مستوى عالي من الأداء دون الاهتمام بالنفقات المتزايدة، فلا يمكن لمس أو تحريك أي حجر بدون أن يتم تحديد موضعه مسبقاً، ولا يمكن إزالة بناء ملحق على العمل الروماني دون أن تُدرس أهميته بشكل كامل، والاهتمام بالعمل بأدوات التنقيب بحيث لاتفسد المظهر الأثري. إذن المهمة الأولى كانت رسم وتخطيط الحالة القائمة، فكما يقوم المحقق في الجريمة بجمع كل الأدلة كذلك يقوم عالم الآثار بأخذ ملاحظات عن كل التفاصيل التي قد تساعد في إعادة إعمار المبنى. إن دمار المعبد بدأ من دون شك عند فقدان سقفه الذي كان مؤلفاً من دعامات خشب كبيرة مما أدى إلى تسوسها وفسادها وخصوصاً بعد إزالة غطائها الرصاصي الثمين، ودعامات السقف كانت تربط الجدران الطويلة للمبنى ببعضها البعض من الناحية العلوية، وخسارتها أدت إلى وهن خطر للهيكل ككل.إضافةً إلى ذلك فإن تشييد البناء لم يعتمد على الملاط كعامل دعم بل كان يتألف من قطع حجارة وضعت واحدة فوق الأخرى وجُمعت معاً بمشابك حديد أو برونز ومسامير تتضمن الرصاص.
هذا ما جعل المبنى مرن كسلسلة من الخرز في عقد، كلها مرتبطة ببعضها البعض، وهذا النوع من المباني أثبت قدرته على الصمود في وجه الزلازل وهذا يفسر السر بوجود أضرار طفيفة فقط. ومع ذلك فإن الزلازل ساهمت بقدر كبير في دمارها بغض النظر عن مساعدة الإنسان في ذلك. بعد أن توقفت العبادة في المعابد والتي أصبحت بقايا وآثار ميتة في العصور الغابرة، أصبح الناس على بينة من وجود كنوز المعادن الموجودة في صلب المباني، فقاموا بأخذها بلا هوادة، وبناءً على ذلك فإن ضياع المقياس الذي وُضع لضمان استقرار المبنى هو الذي أدى إلى دماره، وإذا كان معبد باخوس هو من أكثر المعابد حفظاً حتى هذا اليوم فإننا ندين بذلك لحقيقة أن أكروبول بعلبك قد تحول إلى حصن منيع من قبل العرب وكان معبد باخوس جزء لا يتجزأ منه وتعزز هذا الأمر عند تحصين الجدران وبناء خزانات مياه في الداخل. بعد أن تعرضت بعلبك للنهب من المغول والتتار ودمرت بالزلازل والفياضانات أصبحت المدينة في منتهى الأمر جزء غير مهم من الإمبراطورية العثمانية وبما أن القلعة كانت بلا أهمية فقد تُركت للتعفن، وقد بدأ السكان ببناء منازلهم في الداخل مستخدمين أي مادة في متناول أيديهم، ولكن بما أن الكتل الحجرية في المعابد كانت ضخمة ولا يمكن نقلها فقد كانت الخسائر قليلة.في الواقع من حسن الحظ أن بعلبك لم تكن مدينة كبيرة بالتالي لم يُستخدم الأكروبول كمقلع للحجارة، وكما سبق ذكره فإن الضرر الرئيسي كان نتيجة الزلازل القوية خاصةً زلزال عام 1759م الذي أسقط معظم أعمدة معبد جوبيتر وبقيت ست أعمدة ما زالت قائمة حتى اليوم.
على العموم ولحسن الحظ أيضاً فإن سقوطها وقع على شكل الدومينوز ولم يُمس بعد ذلك، وعدة أجزاء تعرضت لأضرار بسيطة بحيث جُمعت عن الأرض وأعيد وضعها كحالتها الأولى ومعبد باخوس كما نراه اليوم هو عمل بطولي في إعادة الإعمار. وحتى يومنا هذا فإن أفضل منشور تكلم عن معبد باخوس هو الذي أنتجه فريق علماء الآثار الألماني الذي عمل على الموقع منذ عام 1898م حتى 1905م، ومن الرائع أن نعرف أنه في العام 1918م وخلال فترة انتهاء الحرب العالمية الأولى، أحد أفراد المجموعة لم يقم بزيارة لبعلبك لإجراء التقارير النهائية فقط بل أنه قام بإقناع الكتيبة العسكرية الألمانية في دمشق باستخدام طائرة حربية للتصوير الجوي. وقد نشر هذا العمل المضني مع مسحة فنية نادرة في عصر التقييم العلمي الجاف والحرب وهذا ما أعاق وأخر العرض النهائي، وكان عدد من أعضاء البعثة قد توفي قبل ذلك، وعدد الرسوم التوضيحية كان يجب أن يُقلص ونوعية الورق المستخدم كانت رديئة وكميات قليلة من الأعداد خرجت من ادراج ألمانيا، والمنشورات اللاحقة استُكملت وصَححت نتائج المجهود الألماني والتي كانت بدورها مبعثرة الوجود، لذلك كان من الضروري العمل على إنتاج دراسات جديدة وشاملة.

## الوصف
يقع المعبد بمحاذاة الهيكل الكبير يقوم هيكل آخر بُني في القرن الثاني الميلادي، ويمتاز بكونه من أفضل الهياكل الرومانية حفظاً ومن أبدعها نقشاً وزخرفة على الإطلاق. ويرتفع الهيكل على دكة يبلغ ارتفاعها خمسة أمتار ويُصعد إليه بدرج عظيم يتألف من ثلاث وثلاثين درجة.
وبعكس المعبد الكبير الذي كان موقوفاً لعبادة الثالوث البعلبكي بإقامة الشعائر العامة والعلنية، فإن الهيكل الصغير كان مخصصاً لإقامة بعض الشعائر المسارية التي لا يشترك فيها إلا المُسارون الذين تفقهوا في الأسرار. وكانت هذه الشعائر والعبادات تتمحور حول إله بعلبك الشاب الذي كان يُشرف على نمو النبات والقطعان. ولما كانت قد أُسبغت عليه من ثمّ صفات شمسية، فإن عبادته كطفل إلهي في كنف الثالوث البعلبكي قد ارتبطت ارتباطاً وثيقاً في أذهان المؤمنين بمسألة الولادة والنمو والذبول والموت مع الأمل ببلوغ حياة أخرى. وكانت هذه الشعائر تتضمن في ما تتضمن تناول بعض المخدرات، كالخمرة والأفيون، لتمكين المؤمنين من بلوغ النشوة المقدسة. وهذا ما يفسر وجود نقوش تمثل الكرمة وسنابل القمح وعناقيد العنب وجِراء الخشخاش وبعض المشاهد المستوحاة من حلقات النشوة على بوابة الهيكل وفي داخله، الأمر الذي حدا ببعضهم لأن ينسبوا هذا الهيكل إلى الإله باخوس.
وعند زاوية الهيكل الجنوبية الشرقية برج من عصر المماليك، وبُني في القرن الخامس عشر ليكون مقراً لنواب السلطنة في بعلبك، وما يزال الهيكل والبرج الملاصق له يُعرفان حتى اليوم بـ «دار السعادة». وتقوم إلى الجهة الغربية من المعبد أطلال مسجد من العصر الأيوبي يُعرف باسم «مسجد إبراهيم» كانت حامية بعلبك في تلك الفترة تجتمع فيه لإقامة الصلاة.